# Elecciones estatales de Baviera de 2023
Las elecciones estatales bávaras de 2023 se celebraron el 8 de octubre de 2023 para elegir a los 205 miembros del 19º Parlamento Regional Bávaro.

## Antecedentes
Desde las elecciones estatales de Baviera de 2018, la Unión Social Cristiana de Baviera (CSU) gobernaba en coalición con los Freie Wähler (FW) bajo el ministro-presidente Markus Söder.

## Candidatos
El 9 de julio de 2022, el Partido Socialdemócrata de Alemania (SPD) indicó que su comité ejecutivo propuso por unanimidad a su presidente y líder del grupo parlamentario, Florian von Brunn, como principal candidato para las elecciones de 2023. Su candidatura fue confirmada el 22 de octubre en un congreso en Múnich, por el 93% de los votos emitidos, en presencia del Canciller Federal, Olaf Scholz.
Los copresidentes del grupo parlamentario de Alianza 90/Los Verdes en el Landtag, Katharina Schulze y Ludwig Hartmann, fueron investidos como cabezas de lista el 24 de septiembre de 2022, en un congreso del partido en Landshut. Propuestos por la dirección regional, recibieron el apoyo del 95,3% de los delegados.
El comité ejecutivo y el grupo parlamentario del Partido Democrático Libre (FDP) propusieron por unanimidad el 26 de octubre de 2022 que el presidente estatal del partido, Martin Hagen, sea nuevamente cabeza de lista, al igual que en las elecciones de 2018. Su candidatura fue ratificada el 12 de noviembre, durante un congreso del FDP en Amberg, por 339 votos a favor, 33 en contra y 8 abstenciones.
El 25 de marzo de 2023, el Vice primer ministro Hubert Aiwanger fue elegido por unanimidad como cabeza de lista de los Votantes Libres (FW) en un congreso del partido en Augsburgo.
El 6 de mayo de 2023, el ministro-presidente Markus Söder fue elegido por unanimidad como cabeza de lista en un congreso de la Unión Social Cristiana de Baviera (CSU) en Núremberg.
El 13 de mayo, Alternativa para Alemania (AfD) eligió como cabezas de lista a los diputados del Parlamento Regional Bávaro Katrin Ebner-Steiner y Martin Böhm en un congreso celebrado en Greding. Ebner-Steiner obtuvo el apoyo del 58% de los delegados, mientras que Böhm obtuvo el 53%. Ambos candidatos pertenecen al ala más radical del partido.

## Partidos participantes
El 11 de agosto de 2023, los comités de circunscripción decidieron sobre la aprobación de las propuestas electorales. Diez partidos compitieron en los siete distritos administrativos:
- CSU
- Grüne
- Freie Wähler
- AfD
- SPD
- FDP
- Die Linke
- BP
- ÖDP
- dieBasis

Solo en ciertos distritos también se presentaron:
- Die PARTEI: Oberbayern y Schwaben
- Tierschutzpartei: Oberbayern, Mittelfranken y Schwaben
- V-Partei³: Oberbayern, Niederbayern, Oberpfalz y Schwaben
- PdH: Oberbayern y Mittelfranken
- Volt: Oberbayern, Oberpfalz y Oberfranken

## Campaña
En agosto de 2023, el Süddeutsche Zeitung informó sobre un folleto con contenido antisemita que Hubert Aiwanger pudo haber escrito y distribuido en su escuela secundaria cuando tenía 17 años. Aiwanger admitió que llevaba copias en su cartera, pero negó haber escrito el documento. Su hermano mayor, un estudiante de la misma escuela en ese momento, más tarde asumió la responsabilidad de escribir el panfleto antisemita. El Süddeutsche Zeitung recibió algunas críticas por publicar la historia seis semanas antes de las elecciones, sin pruebas concluyentes y sin hablar con Aiwanger antes de su publicación. Markus Söder exigió que Aiwanger respondiera a 25 preguntas sobre el asunto, incluyendo si Aiwainger había distribuido activamente el folleto antisemita. Aiwanger afirmó varias veces que "no se acordaba". Las respuestas de Aiwanger fueron muy criticadas por ser cortas y evasivas.
A pesar de la polémica, el partido de Aiwanger, Votantes Libres, vio un aumento en su apoyo en las encuestas.
El 4 de octubre de 2023, el líder de AfD, Tino Chrupalla, estuvo en un mitin de la campaña electoral en Ingolstadt. Antes de su discurso, se derrumbó y llegó a la unidad de cuidados intensivos de un hospital local. No está claro qué condujo exactamente a la hospitalización.

## Encuestas
| Encuestador             | Fecha      |        |        |        |        |       |       | Linke | Linke | Otros | Diferencia |
| ----------------------- | ---------- | ------ | ------ | ------ | ------ | ----- | ----- | ----- | ----- | ----- | ---------- |
| Forschungsgruppe Wahlen | 05.10.2023 | 37 %   | 16 %   | 15 %   | 14 %   | 9 %   | 3 %   | —     | —     | 6 %   | 21 %       |
| INSA                    | 03.10.2023 | 36 %   | 15 %   | 15 %   | 14 %   | 9 %   | 4 %   | 2 %   | —     | 5 %   | 21 %       |
| Forschungsgruppe Wahlen | 29.09.2023 | 36 %   | 16 %   | 15 %   | 14 %   | 9 %   | 4 %   | —     | —     | 6 %   | 20 %       |
| Infratest dimap         | 28.09.2023 | 36 %   | 15 %   | 16 %   | 14 %   | 9 %   | 4 %   | —     | —     | 6 %   | 20 %       |
| GMS                     | 19.09.2023 | 36 %   | 14 %   | 17 %   | 14 %   | 9 %   | 3 %   | 1 %   | 1 %   | 5 %   | 19 %       |
| Infratest dimap         | 12.09.2023 | 36 %   | 15 %   | 17 %   | 13 %   | 9 %   | 3 %   | —     | —     | 7 %   | 19 %       |
| Forschungsgruppe Wahlen | 08.09.2023 | 36 %   | 15 %   | 16 %   | 12 %   | 9 %   | 4 %   | —     | —     | 7 %   | 20 %       |
| GMS                     | 06.09.2023 | 38 %   | 13 %   | 16 %   | 14 %   | 8 %   | 4 %   | 1 %   | 1 %   | 5 %   | 22 %       |
| INSA                    | 05.09.2023 | 37 %   | 14 %   | 15 %   | 14 %   | 9 %   | 4 %   | 2 %   | —     | 5 %   | 22 %       |
| GMS                     | 09.08.2023 | 39 %   | 14 %   | 12 %   | 14 %   | 9 %   | 4 %   | 3 %   | 1 %   | 4 %   | 25 %       |
| Forsa                   | 02.08.2023 | 39 %   | 14 %   | 14 %   | 13 %   | 9 %   | 4 %   | 2 %   | —     | 5 %   | 25 %       |
| INSA                    | 27.07.2023 | 38 %   | 15 %   | 11 %   | 14 %   | 11 %  | 5 %   | 2 %   | —     | 4 %   | 23 %       |
| GMS                     | 04.07.2023 | 40 %   | 15 %   | 12 %   | 13 %   | 9 %   | 4 %   | 2 %   | 1 %   | 4 %   | 25 %       |
| GMS                     | 06.06.2023 | 41 %   | 14 %   | 11 %   | 12 %   | 10 %  | 4 %   | 2 %   | 1 %   | 5 %   | 27 %       |
| INSA                    | 30.05.2023 | 40 %   | 15 %   | 11 %   | 12 %   | 11 %  | 5 %   | 2 %   | —     | 4 %   | 25 %       |
| Infratest dimap         | 16.05.2023 | 39 %   | 16 %   | 12 %   | 12 %   | 11 %  | 4 %   | —     | —     | 6 %   | 23 %       |
| GMS                     | 03.05.2023 | 41 %   | 16 %   | 9 %    | 10 %   | 11 %  | 4 %   | 3 %   | 2 %   | 4 %   | 25 %       |
| Wahlkreisprognose       | 06.04.2023 | 44 %   | 14.5 % | 12 %   | 9.5 %  | 7.5 % | 5 %   | 1 %   | —     | 6.5 % | 29.5 %     |
| INSA                    | 05.04.2023 | 40 %   | 18 %   | 9 %    | 11 %   | 10 %  | 5 %   | 2 %   | —     | 5 %   | 22 %       |
| Forsa                   | 16.02.2023 | 42 %   | 16 %   | 10 %   | 9 %    | 10 %  | 3 %   | —     | —     | 10 %  | 26 %       |
| INSA                    | 12.01.2023 | 40 %   | 19 %   | 10 %   | 10 %   | 10 %  | 5 %   | 2 %   | —     | 5 %   | 21 %       |
| Infratest dimap         | 11.01.2023 | 38 %   | 18 %   | 10 %   | 13 %   | 9 %   | 4 %   | —     | —     | 8 %   | 20 %       |
| GMS                     | 04.01.2023 | 41 %   | 18 %   | 10 %   | 10 %   | 9 %   | 4 %   | 2 %   | 1 %   | 5 %   | 23 %       |
| Forsa                   | 28.10.2022 | 41 %   | 18 %   | 11 %   | 8 %    | 10 %  | 3 %   | 2 %   | —     | 7 %   | 23 %       |
| GMS                     | 26.10.2022 | 39 %   | 18 %   | 10 %   | 13 %   | 9 %   | 4 %   | 2 %   | 1 %   | 4 %   | 21 %       |
| INSA                    | 18.10.2022 | 39 %   | 20 %   | 9 %    | 10 %   | 10 %  | 6 %   | 2 %   | —     | 4 %   | 19 %       |
| Infratest dimap         | 13.10.2022 | 37 %   | 18 %   | 11 %   | 12 %   | 10 %  | 3 %   | —     | —     | 9 %   | 21 %       |
| GMS                     | 21.09.2022 | 40 %   | 18 %   | 10 %   | 11 %   | 8 %   | 6 %   | 2 %   | 1 %   | 4 %   | 22 %       |
| INSA                    | 29.06.2022 | 37 %   | 20 %   | 10 %   | 9 %    | 10 %  | 7 %   | 2 %   | —     | 5 %   | 17 %       |
| GMS                     | 20.06.2022 | 40 %   | 20 %   | 9 %    | 8 %    | 9 %   | 5 %   | 2 %   | 1 %   | 6 %   | 20 %       |
| Forsa                   | 07.06.2022 | 40 %   | 20 %   | 10 %   | 7 %    | 9 %   | 6 %   | 1 %   | —     | 7 %   | 20 %       |
| Forsa                   | 24.05.2022 | 39 %   | 20 %   | 11 %   | 6 %    | 10 %  | 5 %   | 2 %   | —     | 7 %   | 19 %       |
| GMS                     | 26.04.2022 | 38 %   | 16 %   | 8 %    | 9 %    | 13 %  | 7 %   | 3 %   | 1 %   | 5 %   | 23 %       |
| GMS                     | 01.03.2022 | 37 %   | 15 %   | 8 %    | 9 %    | 13 %  | 8 %   | 4 %   | 2 %   | 4 %   | 22 %       |
| Infratest dimap         | 19.01.2022 | 36 %   | 16 %   | 8 %    | 10 %   | 14 %  | 7 %   | —     | —     | 9 %   | 20 %       |
| GMS                     | 05.01.2022 | 35 %   | 15 %   | 8 %    | 10 %   | 15 %  | 9 %   | 2 %   | 1 %   | 6 %   | 20 %       |
| Elecciones de 2018      | 14.10.2018 | 37,2 % | 17,6 % | 11,6 % | 10,2 % | 9,7 % | 5,1 % | 3,2 % | 1,7 % | 3,7 % | 19,6 %     |

## Resultados
Los resultados fueron:
| Partido                         | Distrito electoral | Lista de partido | Total de votos | %       | Diferencia con 2018 | Total de escaños | Diferencia con 2018 | Mandatos directos | Diferencia con 2018 |
| ------------------------------- | ------------------ | ---------------- | -------------- | ------- | ------------------- | ---------------- | ------------------- | ----------------- | ------------------- |
| Votos válidos/ Total de escaños | 6.836.659          | 6.822.123        | 13.658.782     | 100,0 % | —                   | 203              | −2                  | 91                | ±0                  |
| CSU                             | 2.527.810          | 2.531.761        | 5.059.571      | 37,0 %  | −0,2 %              | 85               | ±0                  | 85                | ±0                  |
| Freie Wähler                    | 1.078.037          | 1.085.812        | 2.163.849      | 15,8 %  | +4,3 %              | 37               | +10                 | 2                 | +2                  |
| AfD                             | 1.008.195          | 992.240          | 2.000.435      | 14,6 %  | +4,4 %              | 32               | +10                 | 0                 | ±0                  |
| Grüne                           | 983.631            | 989.094          | 1.972.725      | 14,4 %  | −3,2 %              | 32               | −6                  | 4                 | −2                  |
| SPD                             | 587.964            | 552.789          | 1.140.753      | 8,4 %   | −1,3 %              | 17               | −5                  | 0                 | ±0                  |
| FDP                             | 205.677            | 208.210          | 413.887        | 3,0 %   | −2,1 %              | 0                | −11                 | 0                 | ±0                  |
| ÖDP                             | 127.419            | 117.805          | 245.224        | 1,8 %   | +0,2 %              |                  |                     |                   |                     |
| Die Linke                       | 101.357            | 99.521           | 200.878        | 1,5 %   | −1,8 %              |                  |                     |                   |                     |
| BP                              | 72.325             | 57.155           | 129.480        | 0,9 %   | −0,8 %              |                  |                     |                   |                     |
| dieBasis                        | 55.600             | 63.889           | 119.489        | 0,9 %   | +0,9 %              |                  |                     |                   |                     |
| Tierschutzpartei                | 25.811             | 43.981           | 69.792         | 0,5 %   | +0,2 %              |                  |                     |                   |                     |
| Die PARTEI                      | 32.378             | 31.776           | 64.154         | 0,5 %   | +0,0 %              |                  |                     |                   |                     |
| Volt                            | 15.785             | 25.909           | 41.694         | 0,3 %   | +0,3 %              |                  |                     |                   |                     |
| V-Partei³                       | 11.061             | 11.764           | 22.825         | 0,2 %   | −0,1 %              |                  |                     |                   |                     |
| PdH                             | 3.609              | 10.417           | 14.026         | 0,1 %   | +0,1 %              |                  |                     |                   |                     |

## Formación de gobierno
Markus Söder fue reelegido Ministro-Presidente por el Parlamento Regional Bávaro el 31 de octubre con 120 votos a favor, 76 en contra y dos abstenciones, nuevamente en coalición con los Votantes Libres.